# Геттер, Тамар
Тамар Геттер (ивр. תמר גטר‎, родилась в Тель-Авиве, апрель 1953) — израильская художница, писательница. Для неё характерно разнообразие жанров, техник и средств (видео, скульптура, сценография, перформанс). Преподает в Академии искусств и дизайна «Бецалель». В 2014 году вышла книга её рассказов.

## Биография
Тамар Геттер родилась в Тель-Авиве в 1953 году. Была единственным ребёнком в семье учительницы и инженера. Училась в художественной школе Ха-мидраша у Раффи Лави в 1971—1972 годах.
В 1975-76 годах изучеала искусство в Государственном педагогическом колледже искусств в Рамат-ха-Шароне. В 1975—1979 годах Геттер изучала литературу в Тель-Авивском университете. Получила степень бакалавра по специальности «Поэтика и сравнительное литературоведение». В 1983—1984 годах жила в Нью-Йорке. Девять лет (1986—1995) прожила в Германии. Сейчас живёт и работает в городе Гиватаим.

## Художественная карьера
Во второй половине 1970-х годов Геттер создала серию картин «Тель Хай», отсылка к названию посёлка Тель Хай. Эти работы, в которых преобладали монохроматические цвета и материалы, находились в прямой конфронтации с другими трактовками Тель Хай, которые в сионистской культуре воспевали израильский героизм. Она работала в смешанной технике (например, фотография и рисунок), применяя коллажный подход и используя различные, чуждые друг другу компоненты.
В 1982 году представляла Израиль (вместе с Михаль Неэман) на Венецианской биеннале.
Конфликт между логикой и рационализмом, а также экспрессивным и гротескным измерением снова появляется во многих работах её позднего периода, начиная с 1990-х годов, например, в картине «Двойные записи» (1995) или в серии «Здание азиатского общества» (2003). Её техника живописи, предполагающая соединение материалов, которые обычно не сочетаются, был характерен для таких художников, как Михаль Неэман, Яир Гарбуз, Раффи Лави, работавших в стиле скудость материала.
В 2010 году состоялась обширная выставка работ Тамар Геттер «GO 2» в Тель-Авиве, включающая в себя 10 новых живописных секций, а также канонические картины художницы из циклов «Тель Хай», «Пейзажи», «Искусственные природные явления», «Уроки истории» и «Рекруты».
Для Тамар характерен разрыв между «здесь» и «там», конфликт между художником, использующем разные образы европейской культуры, и формализмом в изображении местной израильской идентичности с национальными мифами и символами.

## Наградыи призы
- 1979 Стипендия старшего курса Тель-Авивского университета, Тель-Авивский университет
- 1981 Премия Жака и Гени О’Ханы молодому израильскому художнику[ивр.], Тель-Авивский художественный музей.
- 1989 Премия Жака и Гени О’Ханы молодому израильскому художнику[ивр.], Тель-Авивский художественный музей.
- Премия министра науки и искусств 1994 г.
- 1995 Премия Сандберга[англ.] в области израильского искусства, Израильский музей, Иерусалим.
- Награда 1995 года от гостевой студии Kunstlerhaus Mousonjturm, Франкфурт-на-Майне, Германия.
- Премия 2003 г. «За поощрение творческого искусства», Министерство культуры и образования.
- 2019 —лауреат премии имени Дизенгофа[7]

## Галерея

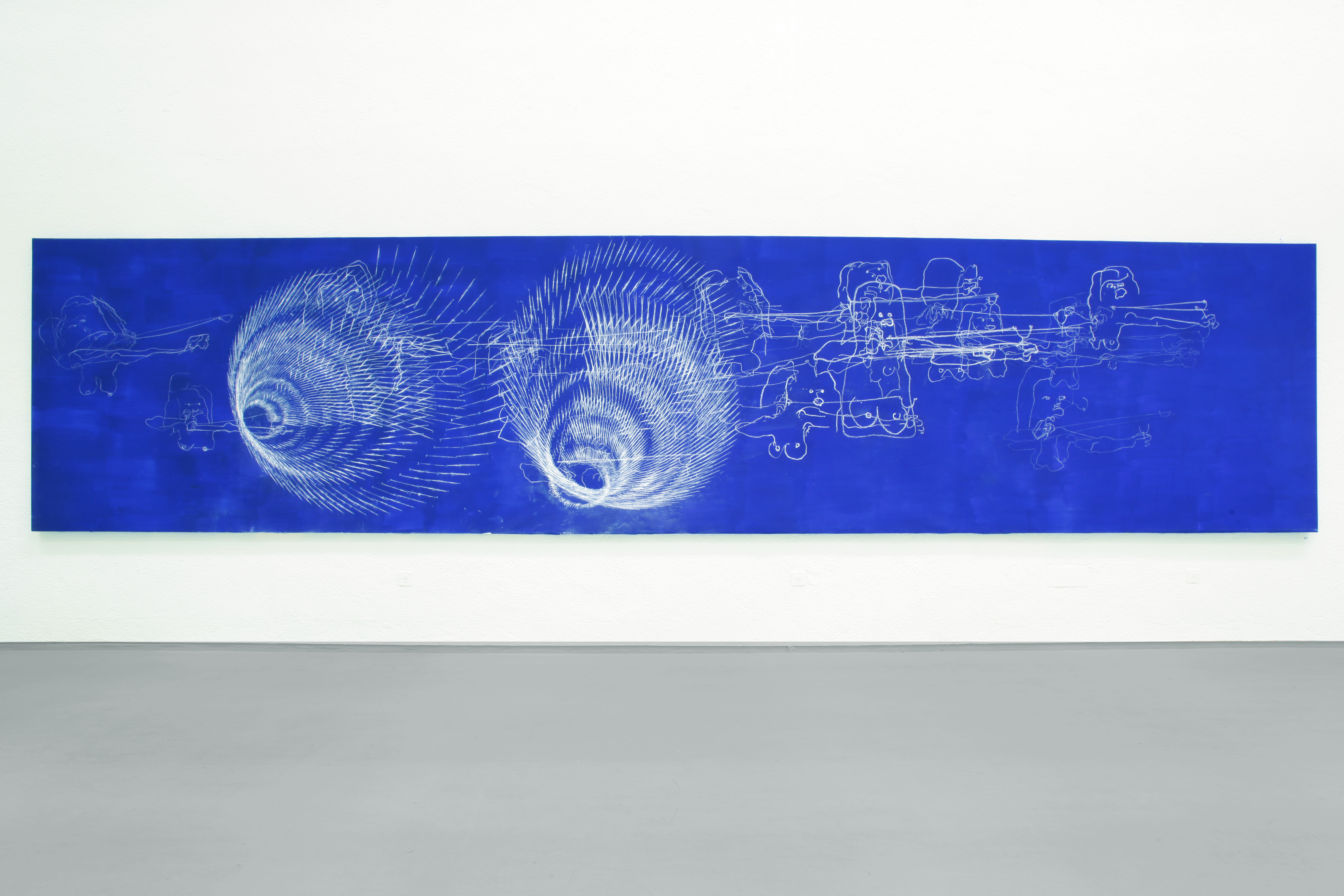
Синяя девочка с рогаткой (версия 1), 2003
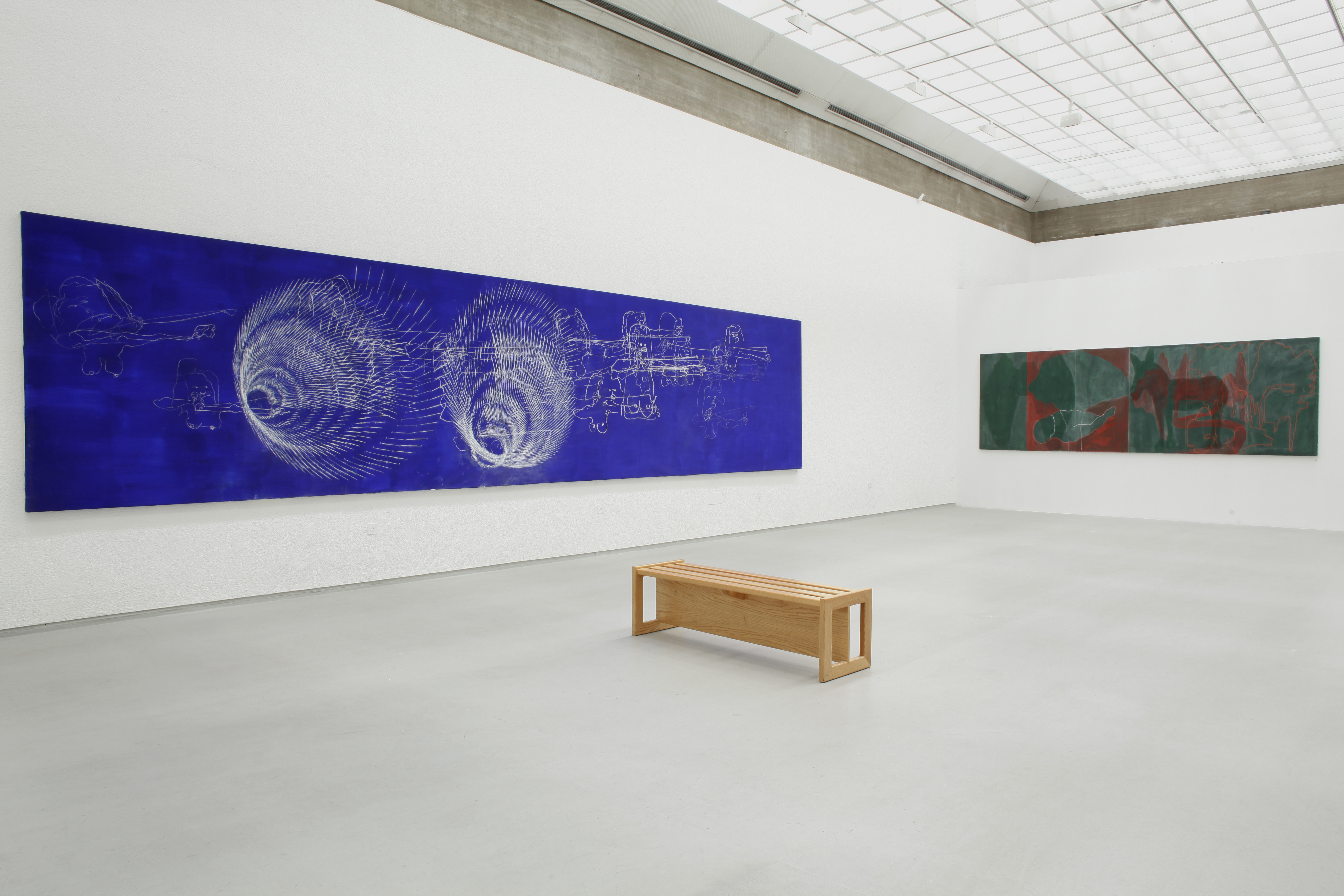
Синяя девочка с рогаткой (версия 1), 2003
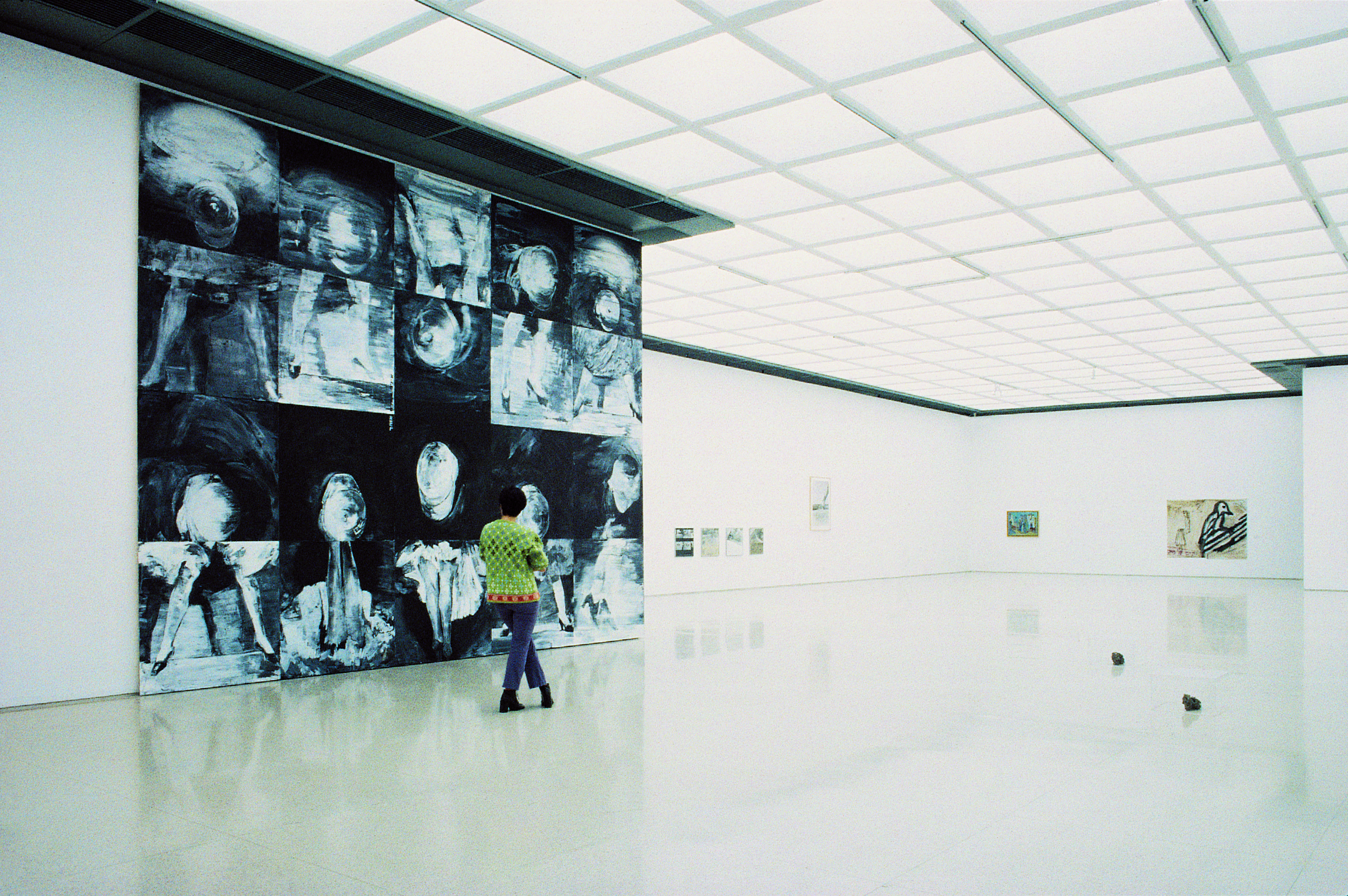
Смерть и дева,  2001
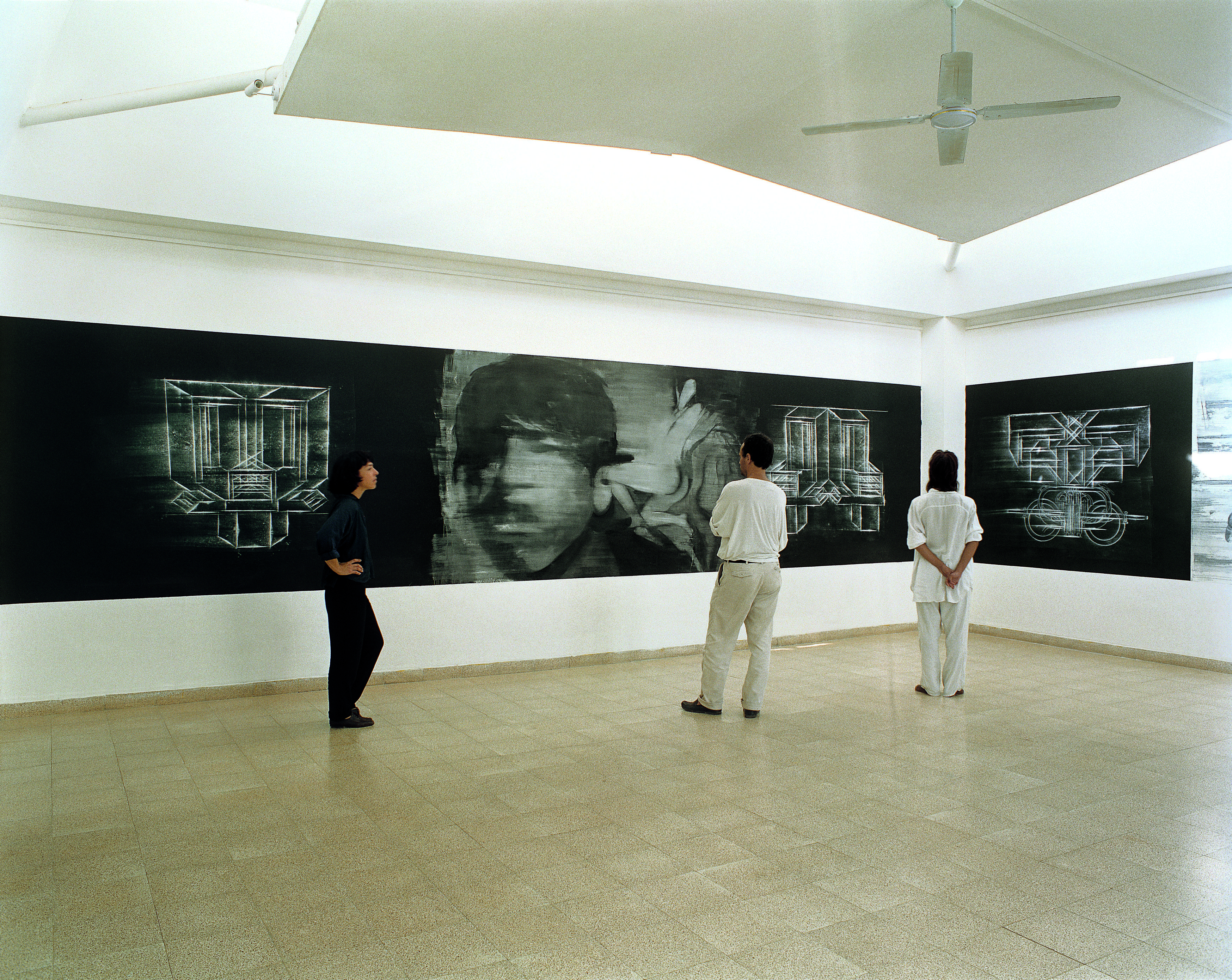
Двойные записи, 1995
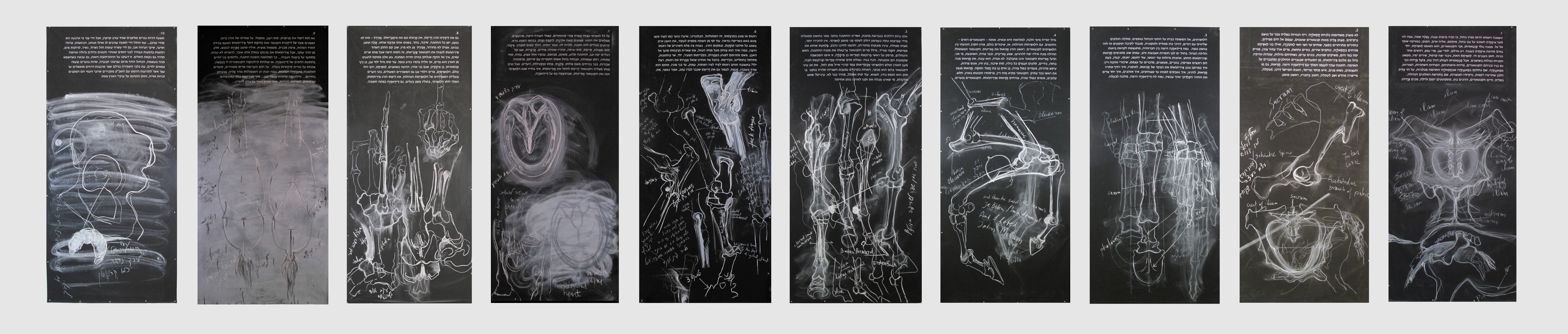
Кентавромахия, 2018
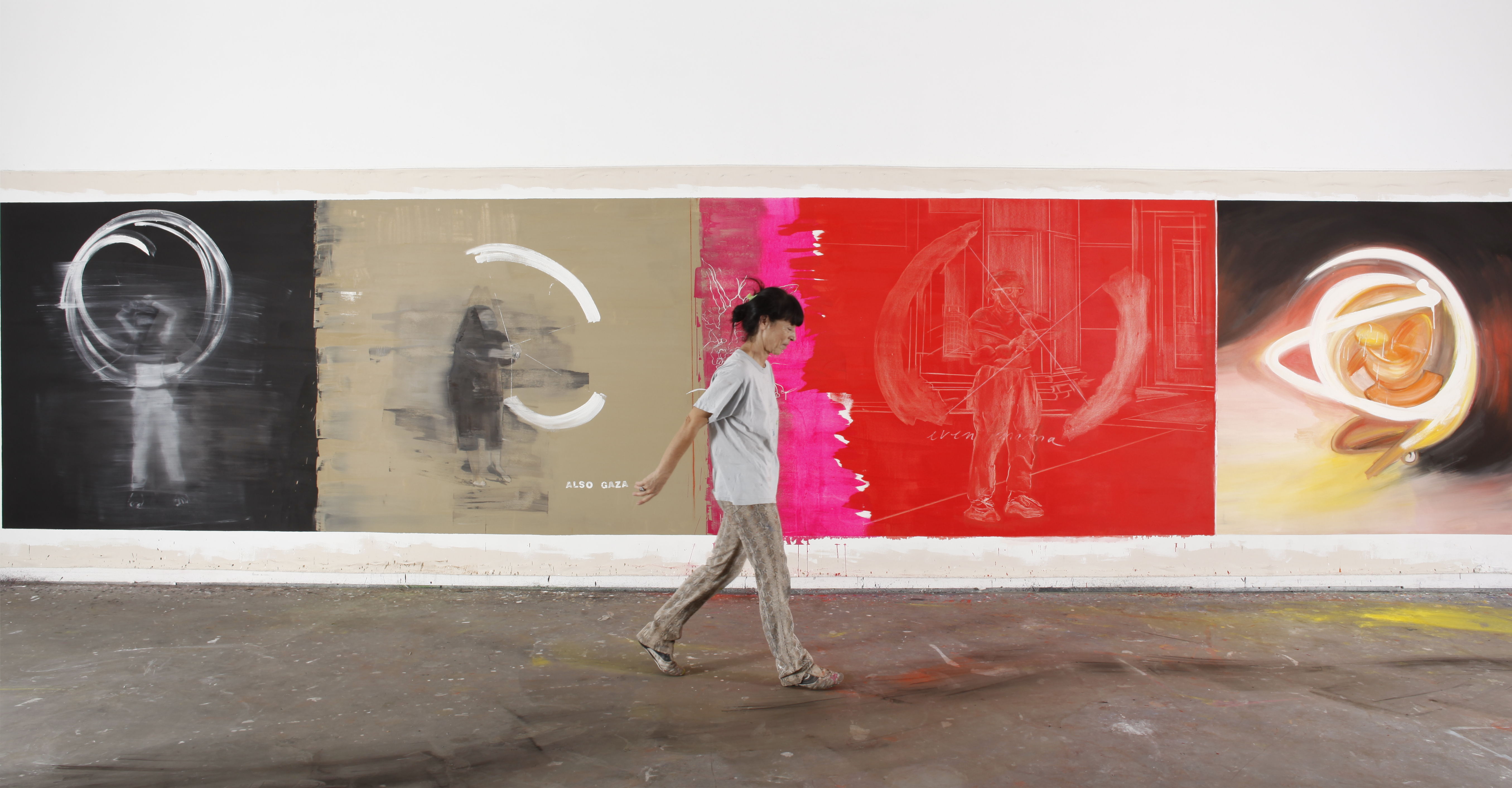
GO2, панель 8,  2010
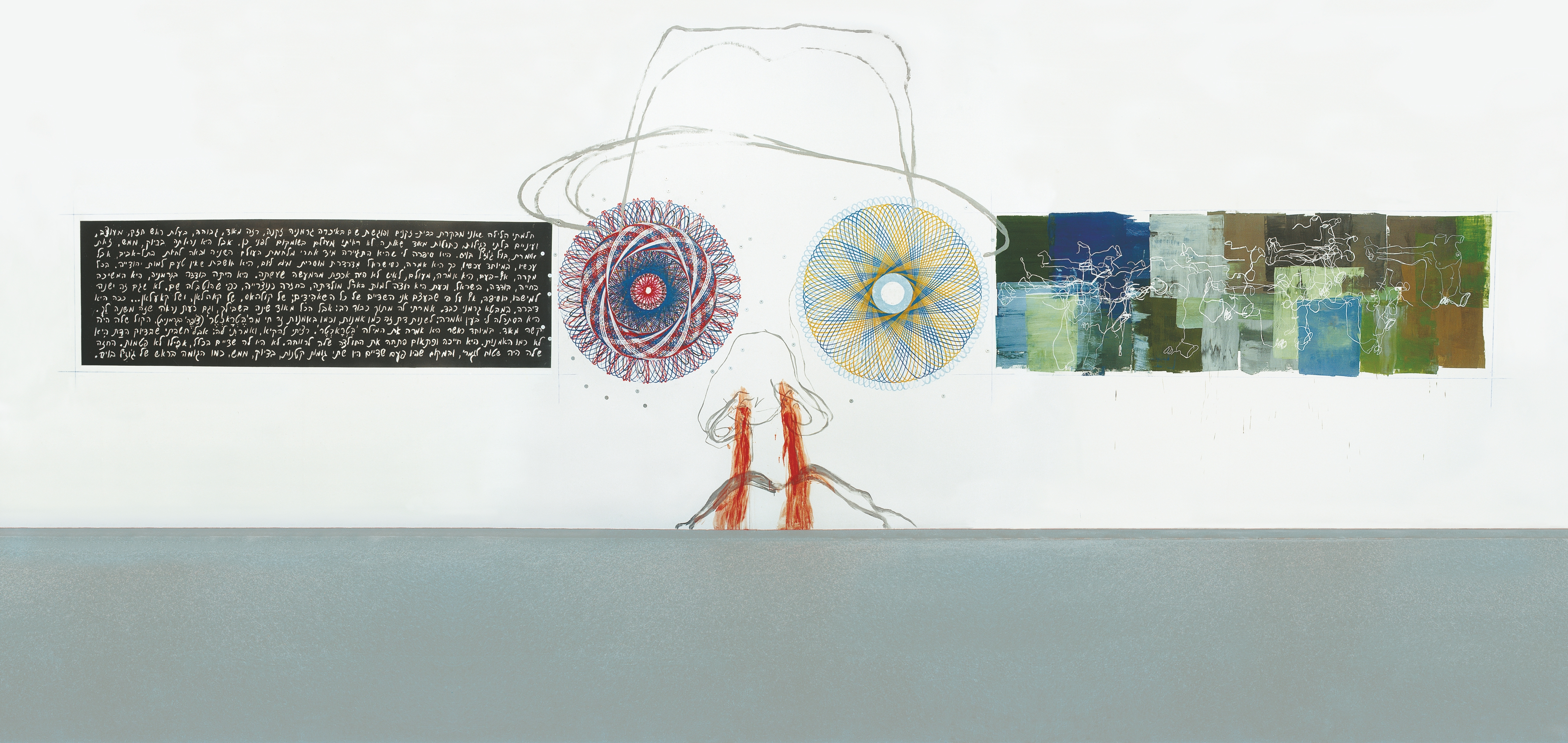
Зритель, 2002
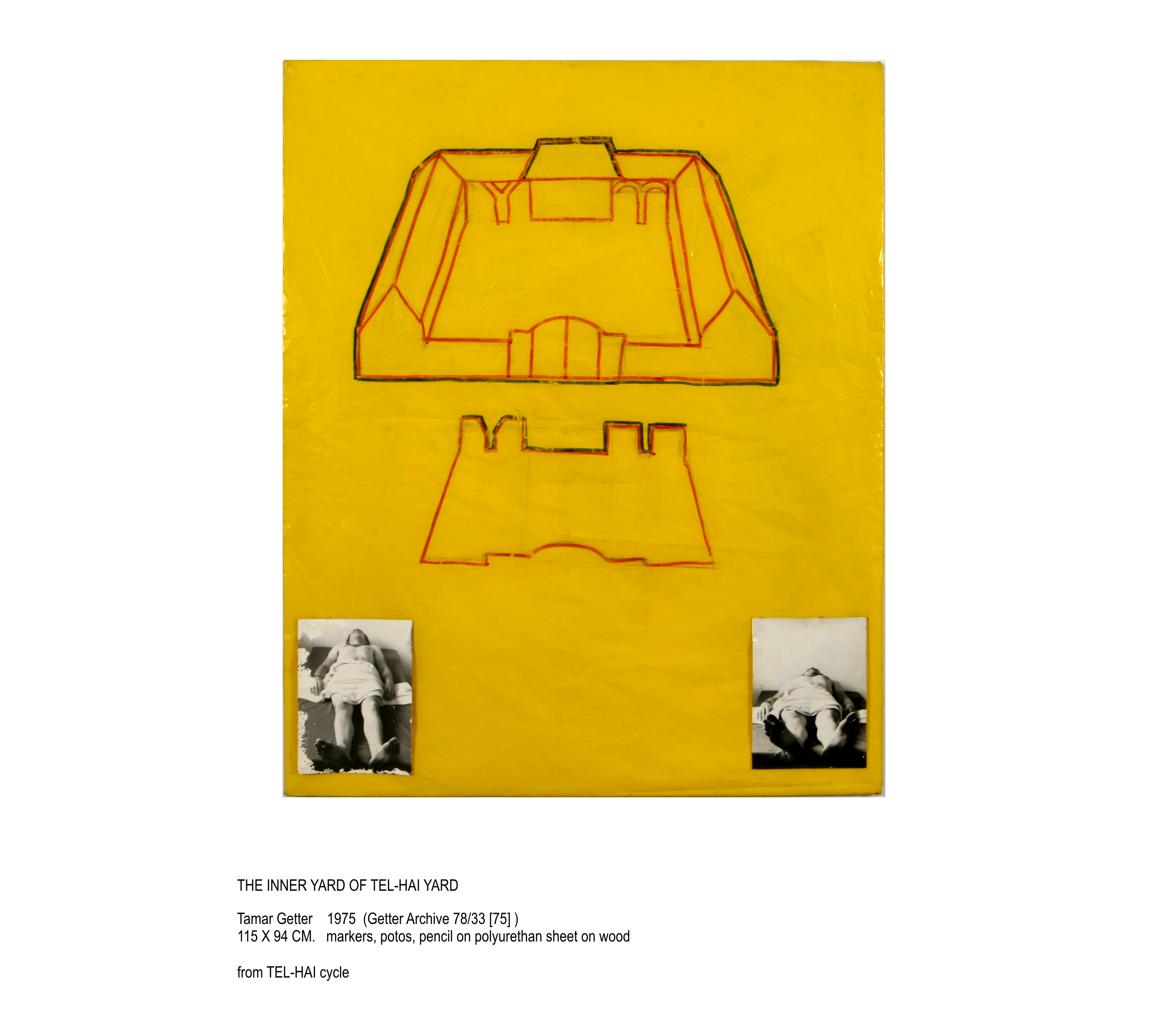
Внутренний двор Тель Хай,  1978